# Zíper (tribuno dos números)
Zíper foi um oficial bizantino de meados do século VI, ativo no reinado do imperador Justiniano (r. 527–565). Cristão, foi mencionado numa inscrição oriunda de Rusgúnias, na costa da Mauritânia Cesariense, e nela é registrado como tribuno dos números (em latim: tribunus numeri) da África por 12 anos, quando faleceu. Os autores da PIRT sugerem que a inscrição dificilmente é anterior a 552.